# Shell WindEnergy
Shell WindEnergy Inc.は、風力発電所の開発および運営、電力を販売している、シェルの子会社である。2001年に設立され、テキサス州 ヒューストンを拠点としている。